# Tailândia nos Jogos Olímpicos de Verão de 2016
Tailândia participou dos Jogos Olímpicos de Verão de 2016, que foram realizados na cidade do Rio de Janeiro, no Brasil, entre os dias 5 e 21 de agosto de 2016.
Boxe, levantamento de peso e taekwondo deram à Tailândia suas 30 medalhas (nove ouros, oito pratas e 13 bronzes), conquistadas ao longo de 16 participações Olímpicas – a primeira delas nos Jogos Helsinque 1952.

## Medalhistas
| Medalha        | Nome           | Esporte            | Evento      | Data |
| -------------- | -------------- | ------------------ | ----------- | ---- |
| Ouro           |                |                    |             |      |
| Sopita Tanasan | Halterofilismo | Até 48 kg feminino | 6 de agosto |      |

## Natação
| Atleta           | Prova      | Eliminatórias | Eliminatórias | Semifinal   | Semifinal   | Final       | Final       |
| Atleta           | Prova      | Tempo         | Pos.          | Tempo       | Pos.        | Tempo       | Pos.        |
| ---------------- | ---------- | ------------- | ------------- | ----------- | ----------- | ----------- | ----------- |
| Radomyos Matjiur | 100m peito | 1:02,36       | 37º           | Não avançou | Não avançou | Não avançou | Não avançou |